# Ferrovia Sonceboz-Sombeval-Moutier
La ferrovia Sonceboz-Sombeval-Moutier è una linea ferroviaria a scartamento normale della Svizzera.

## Storia
La costruzione della linea fu voluta, insieme a quella delle linee Basilea-Bienne, Bienne-La Chaux-de-Fonds e Delémont-Delle, dal canton Berna per collegare il Giura bernese con il resto del cantone. La tratta Moutier-Sonceboz-Sombeval, in particolare, era parte del tracciato tra Basilea e Bienne. Con decreto del Gran Consiglio del 2 febbraio 1867 il cantone finanziò la costruzione, realizzata dalla Compagnie des chemins de fer du Jura bernois (JB), della ferrovia.
Il 1º maggio 1874 entrò in servizio la tratta tra Sonceboz e Tavannes, insieme a quella Bienne e Le Convers; il 16 dicembre 1876 toccò alla tratta Tavannes-Court, mentre la linea fu completata con l'entrata in servizio della tratta Court-Moutier il 24 maggio 1877.
La linea seguì la sorte della società concessionaria: nel 1884 la JB confluì nella Jura-Bern-Luzern Bahn (JBL), a sua volta fusasi nel 1891 nella Compagnia del Giura-Sempione (JS), statalizzata nel 1903 con la nascita delle Ferrovie Federali Svizzere (FFS).
Il 18 giugno 1909 Francia e Svizzera firmarono un trattato nel quale era prevista la costruzione di una linea tra Moutier e Lengnau, accorciando il percorso tra la Francia settentrionale ed il Sempione. I lavori per la costruzione della tratta, realizzata per conto della BLS, che comprendeva una galleria sotto il Grenchenberg lunga oltre 8,5 km, iniziarono nel 1911; la ferrovia entrò in servizio il 1º ottobre 1915, relegando la linea tra Sonceboz-Sombeval e Moutier ad un ambito locale.
La linea venne elettrificata il 15 luglio 1934, insieme alla tratta Sonceboz-La Chaux-de-Fonds.

## Caratteristiche
La ferrovia, a scartamento normale, è lunga 25,1 km, è elettrificata a corrente alternata monofase con la tensione di 15.000 V alla frequenza di 16,7 Hz; la pendenza massima è del 27 per mille. È interamente a binario unico.

### Percorso
| Continuation backward |

| Station on track |

|  | Unknown route-map component "ABZgl" | Unknown route-map component "CONTfq" |

| Enter and exit tunnel |

|  | Station on track | Head station |

|  |  | Straight track | One way leftward | Unknown route-map component "CONTfq" |

| Unknown route-map component "hKRZWae" |

| Unknown route-map component "hKRZWae" |

| Unknown route-map component "hKRZWae" |

| Station on track |

| Unknown route-map component "hKRZWae" |

| Unknown route-map component "hKRZWae" |

| Unknown route-map component "hKRZWae" |

| Stop on track |

| Station on track |

| Stop on track |

| Station on track |

| Unknown route-map component "hKRZWae" |

| Enter and exit short tunnel |

| Enter and exit short tunnel |

| Enter and exit tunnel |

| Unknown route-map component "CONTgq" | Unknown route-map component "KRZo" | Unknown route-map component "STR+r" |

|  | Unknown route-map component "ABZg+l" | One way rightward |

| Station on track |

| Unknown route-map component "CONTgq" | Unknown route-map component "ABZgr" |  |

| Continuation forward |

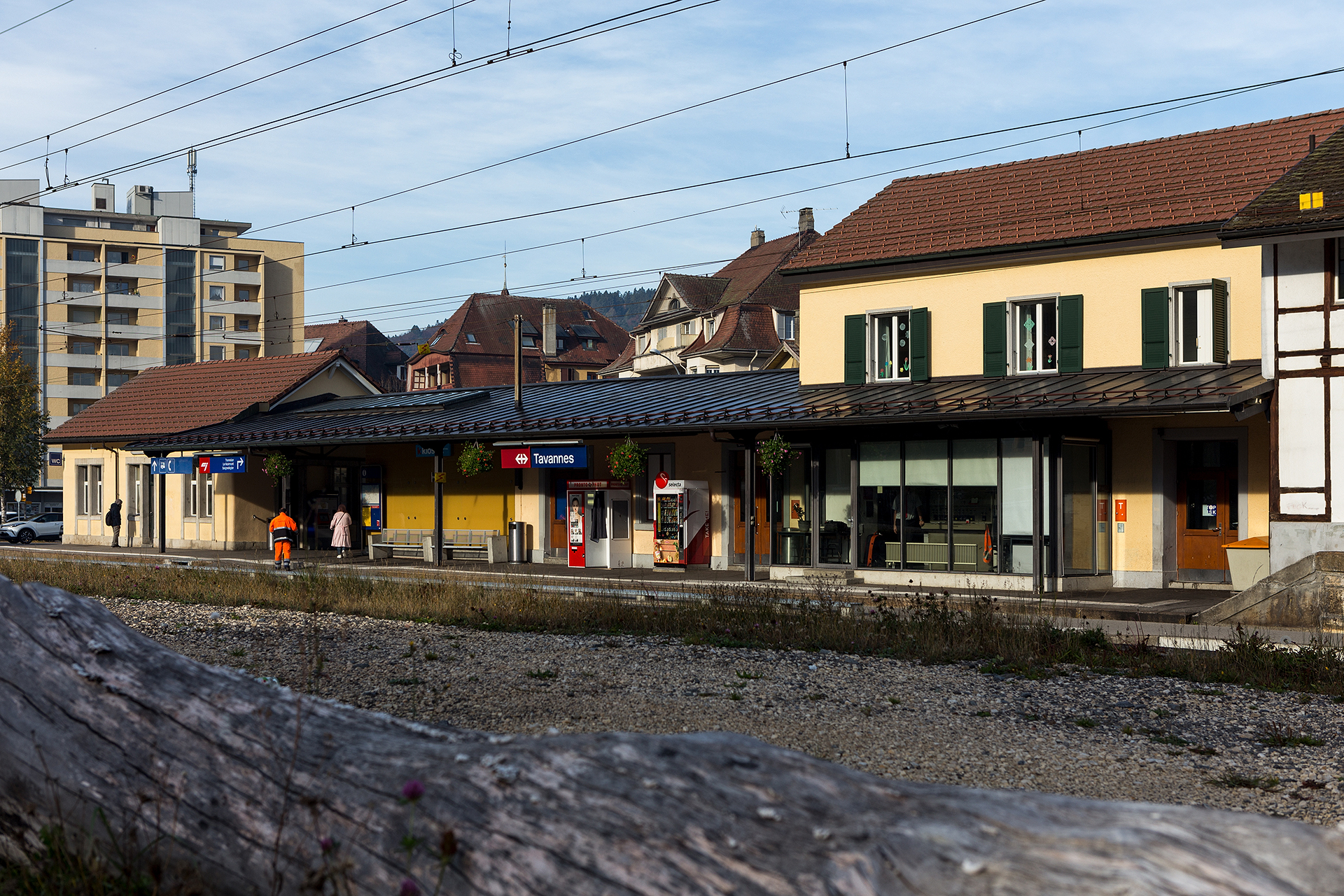
La stazione di Tavannes

La linea parte dalla stazione di Sonceboz-Sombeval, comune alla linea tra Bienne e La Chaux-de-Fonds. Sottopassato il Col de Pierre Pertuis si arriva a Tavannes, da dove si diparte la linea a scartamento ridotto per Le Noirmont delle Chemins de fer du Jura. Viene quindi seguito il corso della Birsa fino a Moutier.